# Mexikanische Badmintonmeisterschaft 2021
Die Mexikanische Badmintonmeisterschaft 2021 fand vom 14. bis zum 16. Januar 2022 in Guadalajara statt. Es war die 71. Auflage der nationalen Titelkämpfe von Mexiko im Badminton.

## Medaillengewinner
| Disziplin    | Gold                           | Silber                              | Bronze                         |
| ------------ | ------------------------------ | ----------------------------------- | ------------------------------ |
| Herreneinzel | Job Castillo                   | Ramon Garrido                       | Gerardo Saavedra               |
| Herreneinzel | Job Castillo                   | Ramon Garrido                       | Armando Gaitan                 |
| Dameneinzel  | Haramara Gaitan                | Vanessa Garcia                      | Miriam Rodríguez               |
| Dameneinzel  | Haramara Gaitan                | Vanessa Garcia                      | Jessica Bautista               |
| Herrendoppel | Armando Gaitan Ramon Garrido   | Sebastián Martínez Rodrigo Morales  | Alvaro Rio Gerardo Saavedra    |
| Herrendoppel | Armando Gaitan Ramon Garrido   | Sebastián Martínez Rodrigo Morales  | Angel Martinez Irvin Perez     |
| Damendoppel  | Haramara Gaitan Vanessa Garcia | Romina Fregoso Miriam Rodríguez     | Paulina Garza Cecilia Madera   |
| Damendoppel  | Haramara Gaitan Vanessa Garcia | Romina Fregoso Miriam Rodríguez     | Jessica Bautista Jocelin Lopez |
| Mixed        | Ramon Garrido Haramara Gaitan  | Sebastián Martínez Miriam Rodríguez | Gerardo Saavedra Fatima Rio    |
| Mixed        | Ramon Garrido Haramara Gaitan  | Sebastián Martínez Miriam Rodríguez | Angel Martinez Vanessa Garcia  |